# Калужское (Московская область)

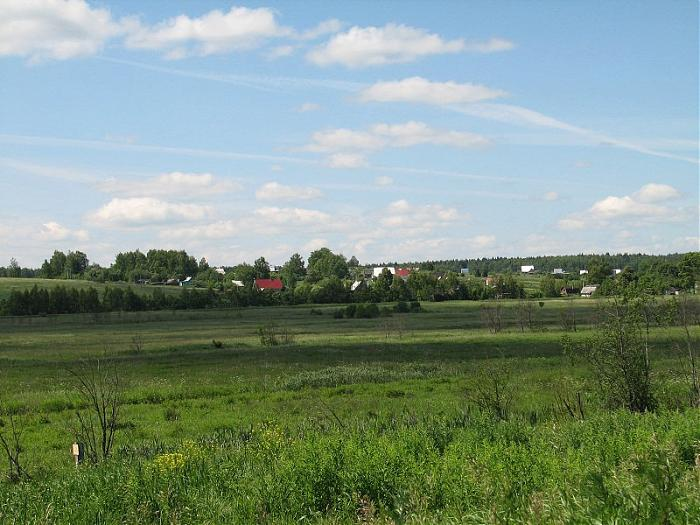

Калужское — деревня в Можайском районе Московской области в составе сельского поселения Дровнинское. Численность постоянного населения по Всероссийской переписи 2010 года — 20 человек, в деревне числится 2 садовых товарищества. До 2006 года Калужское входило в состав Дровнинского сельского округа.
Деревня расположена на западе района, примерно в 14 км к западу от Уваровки, на левом берегу безымянного левого притока Москва-реки, высота центра над уровнем моря 272 м. Ближайшие населённые пункты — Сычики примыкают на севере, Барыши в 0,7 км на северо-запад и Дьяково в 0,8 км на восток.